# The Broken Circle
The Broken Circle (Originaltitel: The Broken Circle Breakdown) ist ein Filmdrama, das die Reaktion von Eltern nach dem Verlust ihres Kindes thematisiert. Der Film von Felix Van Groeningen wurde 2013 auf der Berlinale mit dem Panorama Publikumspreis ausgezeichnet. Die Handlung beruht auf dem gleichnamigen Theaterstück von Johan Heldenbergh, der im Film die männliche Hauptrolle spielt.

## Handlung
Der Bluegrass-Sänger Didier verliebt sich in die Tätowiererin Elise. Sie verbringen eine leidenschaftliche Zeit auf seinem Bauernhof, bis Elise unerwartet schwanger wird. Fortan teilen die beiden ihr Leben mit Maybelle, ihrer kleinen Tochter. Ihr Glück zwischen Rindern und Bluegrass-Band scheint perfekt zu sein, da erschüttert die Diagnose Leukämie die junge Familie.
Eine Besonderheit der Erzählstruktur ist, dass das Geschehen nicht chronologisch dargestellt wird. So wohnt der Zuschauer in den ersten Filmminuten dem Gespräch der Eltern mit dem Arzt Maybelles bei, bevor er erfährt, wie sich Didier und Elise überhaupt kennenlernten. Die live dargebrachten Country-Balladen, vor Publikum gesungen von Didier und Elise, sind treibender Teil des Erzählinhaltes, kommentieren auf der Gefühlsebene die innere Handlung und bilden eine Art roten Faden auf der Ebene der erzählten Emotionen.

## Kritik
In den aktuellen Rezensionen nach dem Anlaufen des Films in den deutschen Kinos loben einige Kritiker insbesondere die darstellerische Leistung der beiden Protagonisten und die Kameraführung sowie den „exzellenten Schnitt“. So betont die Filmzeitschrift Cinema auf ihrer Internetseite deren „Ausdruckskraft“, die oft „erzählerische Inhalte und Emotionen durch Mienenspiel oder symbolische Gesten“ ersetze.
Auch critic.de hebt das „glaubhafte und ehrliche Zusammenspiel“ der beiden Hauptfiguren hervor, dem der Film seine häufig sehr „intensive Nähe zum Zuschauer“ verdanke. Der Film versuche in seinen Bildern das einzufangen, was nicht aussprechbar sei: „die grenzenlose Wut und Verzweiflung, dem eigenen Kind beim Sterben zusehen zu müssen“. Die „Bilderflut“ erzeuge dabei „Mitgefühl, ohne allzu rührselig zu werden.“
Die Welt spricht von einem „filmisch kunstvoll dargestellten Unglück“, das einen als Zuschauer „mit großer emotionaler Wucht“ so treffe, dass man am Ende „wie verwundet“ aus dem Kino gehe. Der „besondere emotionale Bogen“ des Films gleiche dabei einer „Melodie“, die „keine einfache Sinkkurve vom glücklichen Kennenlernen zum späteren Auseinanderleben, sondern ein wahrer Klangteppich von nachhallenden, sich überlagernden Empfindungen“ erzeuge. Es bleibe auch „die Inspiration für große Gefühle, die kein späterer Schrecken vertreiben“ könne.
Der Spiegel verweist in seiner Filmkritik in ähnlicher Form auf die „Tragödien“, die „The Broken Circle“ für Didier, Elise und Maybelle bereit halte und die „an und über die Grenzen des menschlich Erträglichen“ gingen. Lange habe es „keinen so schönen Film über das Leben und die Liebe wie diesen“ gegeben, der einen so mitreißen könne.
Critic.de rühmt darüber hinaus die harmonische Stimmigkeit der musikalisch live dargebotenen Songeinlagen, die „angesichts des blinden Schicksals“ ein wenig „Trost“ spende. Ähnlich heißt es in der Welt, der Film sei „in seiner Traurigkeit nicht zu ertragen, wenn es nicht die Musik gäbe“. Die wiederkehrenden Auftritte der gemeinsamen Band von Didier und Elise gäben dem Film ein „Gerüst, an dem sich der Zuschauer festhalten könne, wenn ihn die Wellen des Gefühls zu überschwemmen drohen“. Die Musik klinge „mit ihrer einmaligen Mischung aus Melancholie und Optimismus ganz so, als wären in sie die verschiedensten Erfahrungen von Freude und Trauer eingeflossen“ und passe zu diesem Film „als wäre sie dazu erst entstanden“ – „mit ihr mitzuschwingen“ verschaffe „wohltuenden Trost“.
Auch die Frankfurter Rundschau spricht in ihrer Rezension von den Songklassikern in diesem Film, die „so wunderbar“ mit den „hochemotionalen und eindringlich gespielten Lebensfragmenten“ in „The Broken Circle“ harmonieren würden. Die „wunderschönen Songs“ würden teilweise jedoch wie „der emotionalisierende Kitt zu den ohnehin höchst gefühlsbeladenen Szenen“ in dem Film wirken. Im steten Spiel der Kapelle in den Sterbeszenen gelinge es, so die Kritik der Frankfurter Rundschau, Van Groeningen nicht, „ein bis in die kleinste Nebenfigur stimmiges Ensemblespiel“ zu gestalten, da das Paar zu „isoliert“ wirke.
Critic. de und Der Spiegel gehen in ihren Rezensionen des Films darüber hinaus auf das Erzählprinzip von „The Broken Circle“ ein, das sich laut critic.de „konsequent gegen die klassische Narrationslogik der Tragödie“ wende und völlig mit der Chronologie der Ereignisse breche. Moniert wird allerdings von critic.de die „plumpe Polemik“, die durch die Vermengung von Szenen der Trauer um Maybelle mit den Fernsehbildern des 11. September und des Fernsehauftritts von George Bush entstehe. Der in „The Broken Circle“ behauptete „Spagat zwischen Einzelschicksal und Weltpolitik“ scheitere laut critic.de ein weiteres Mal, als Didier „mit linkischen Gesten“ versuche, einen Zusammenhang zwischen der Reserviertheit von Bush gegenüber der Stammzellenforschung und dem Tod Maybelles herzustellen. Der Bogen auf den „eigenartigen Nebenschauplatz Amerika, den der Film offenbar zu dekonstruieren“ versuche, sei „zu weit gespannt“ und verpatze wiederholt „den Sprung von der Mikro- auf die Makroebene der Erzählung“.
Ebenso sieht Der Spiegel das assoziative Erzählgerüst des Films teilweise kritisch. So heißt es in der Filmkritik des Spiegel: „Nicht, dass alles perfekt wäre: Die konsequent nicht-lineare Erzählstruktur gerät in der zweiten Hälfte etwas aus dem Takt. Und die gelegentlichen Ausflüge in die Ethik-Diskussion um die Stammzellenforschung wirken weder natürlich noch glaubwürdig. Aber das sind Probleme, die sich hier ziemlich einfach wegheulen lassen.“
Die TAZ kritisiert in ihrer Filmbesprechung vor allem die fehlende Glaubwürdigkeit des in dem Film dargestellten Milieus. „The Broken Circle“ gebe sich zwar viel Mühe, „Attraktivität aus seinem subkulturell-proletarischen Setting zu gewinnen“. Im Hinblick auf den Einsatz von Musik sei dies im Wesentlichen „ganz gut“ gelungen, von den Doppelungen des Geschehens auf der Leinwand und den Liedtexten einmal abgesehen; die Konzerte von Elise, Didier und ihrer Band hätten „etwas Mitreißendes“. Allerdings gelinge es Van Groeningen nicht, „sich wirklich auf das Milieu einzulassen und es dementsprechend glaubwürdig in Szene zu setzen“, da sich der Film darauf beschränke, „es als Kulisse zu behaupten“. Die „nicht verblassenden Tattoos“ von Elise seien bei Weitem nicht das Einzige, was man dieser Fiktion nicht abnehme. Der Film ignoriere die wünschenswerte „Wertschätzung der physischen Gegebenheiten und Treue gegenüber dem Material“ und sei dementsprechend letztlich nicht imstande, „den Schmerz und das Leid der Figuren zu respektieren“. Ebenso rügt die TAZ die Erzähllogik und Dramaturgie des Films in der zweiten Hälfte: „Ist der dramaturgische Knoten erst einmal so festgezurrt wie nach der Hälfte von „The Broken Circle“, ist es so gut wie aussichtslos, einen Ausgang aus der Erzählung zu finden. Eine Lösung gibt es, aber die hat etwas Mechanisches: Die erste Katastrophe wird durch eine zweite überboten.“

## Auszeichnungen (Auswahl)
- Berlinale 2013: Panorama-Publikumspreis
- Festróia - Tróia International Film Festival: Goldener Delphin (Bester Film)
- Hawaii International Film Festival 2013: EuroCinema Hawai’i Award (Bester Film)
- CPH:PIX Award 2013: Publikumspreis des Politiken
- Den norske filmfestivalen 2013: Publikumspreis
- Tribeca Film Festival 2013: Beste Darstellerin (Veerle Baetens) und Drehbuchpreis
- Europäischer Filmpreis 2013: Preis für Veerle Baetens als beste Darstellerin (European Actress) sowie Nominierungen in den Kategorien Film, Regie, Drehbuch und Hauptdarsteller (Johan Heldenbergh)[9].
- César 2014: César in der Kategorie Bester ausländischer Film
- Oscarverleihung 2014: Nominierung in der Kategorie Bester fremdsprachiger Film